# Lee Jae-sung
Lee Jae-sung (ur. 10 sierpnia 1992 w Ulsan) – południowokoreański piłkarz grający na pozycji pomocnika. Od 2021 roku zawodnik niemieckiego klubu Mainz.

## Życiorys
Jest wychowankiem klubu akademickiego Korea University. W latach 2014–2018 był piłkarzem Jeonbuk Hyundai Motors. 26 lipca 2018 odszedł za 900 tysięcy euro do niemieckiego Holsteinu Kiel. W 2. Bundeslidze zagrał po raz pierwszy 3 sierpnia 2018 w wygranym 3:0 meczu z Hamburgerem SV.
W reprezentacji Korei Południowej zadebiutował 31 marca 2015 w wygranym 1:0 meczu z Nową Zelandią. Zdobył w nim zwycięskiego gola. Został powołany na mistrzostwa świata 2018.